# Bruno Julliard
Bruno Julliard (sinh ngày 9 tháng 2 năm 1981) là cựu chủ tịch của UNEF, hội sinh viên chính ở Pháp. Ông học luật công tại Đại học Lyon. Ông là Phó Thị trưởng đầu tiên của Paris giữa năm 2014 và 2018.
Juilliard được sinh ra ở Le-Puy-en-Velay, Haute-Loire, Auvergne, nơi mẹ ông, Ar Muff Arnaud-Landau, hiện là thị trưởng xã hội chủ nghĩa. Cha dượng của ông là một chiến binh xã hội chủ nghĩa, và ông nội/ngoại của ông ở trong Kháng chiến Pháp trong Thế chiến II, trong thời gian đó ông bị bắn.
Julliard gia nhập UNEF năm 1999. Ông trở thành phó chủ tịch sinh viên của Đại học Lyon và chủ tịch hội sinh viên của trường đại học năm 2001. Năm 2003, ông gia nhập Ủy ban Quốc gia UNEF. Từ năm 2004 đến 2006, ông được bầu vào Hội đồng Giáo dục và Nghiên cứu Đại học Quốc gia (Conseil National de l'Enseignement Supérieur et de la Recherche), một cơ quan tư vấn cho Bộ Giáo dục Pháp.
Kể từ tháng 7 năm 2005, ông là người lãnh đạo của phần Majorité Nationale và do đó, là chủ tịch của UNEF. Ông là một trong những nhà lãnh đạo sinh viên phản đối trong phong trào xã hội to lớn năm 2005 chống lại luật CPE.
Trước khi được bầu làm chủ tịch UNEF, Julliard là một lãnh đạo chi nhánh địa phương của Phong trào xã hội trẻ Pháp (Mouference des Jeunes Socialistes) và Đảng Xã hội.
Năm 2011, Julliard công khai là người đồng tính.